# Therapis
Therapis är ett släkte av fjärilar. Therapis ingår i familjen mätare.
Kladogram enligt Catalogue of Life:
| Therapis | \| \| Therapis fiavicaria \| \| \| \| \| \| Therapis flavicaria \| \| \| \| |
|          | \| \| Therapis fiavicaria \| \| \| \| \| \| Therapis flavicaria \| \| \| \| |
|          | Therapis fiavicaria                                                         |
|          |                                                                             |
|          | Therapis flavicaria                                                         |
|          |                                                                             |

## Bildgalleri

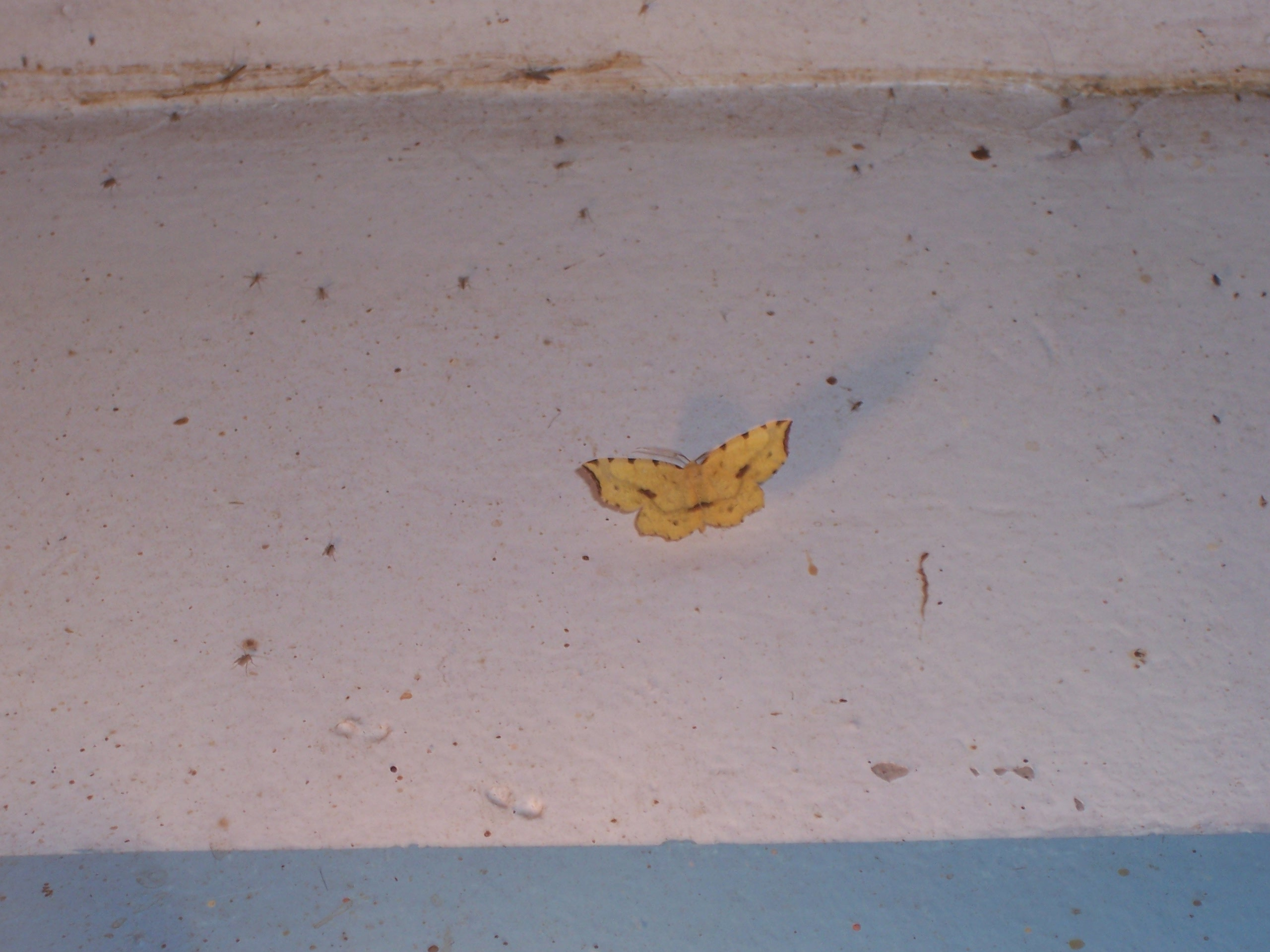
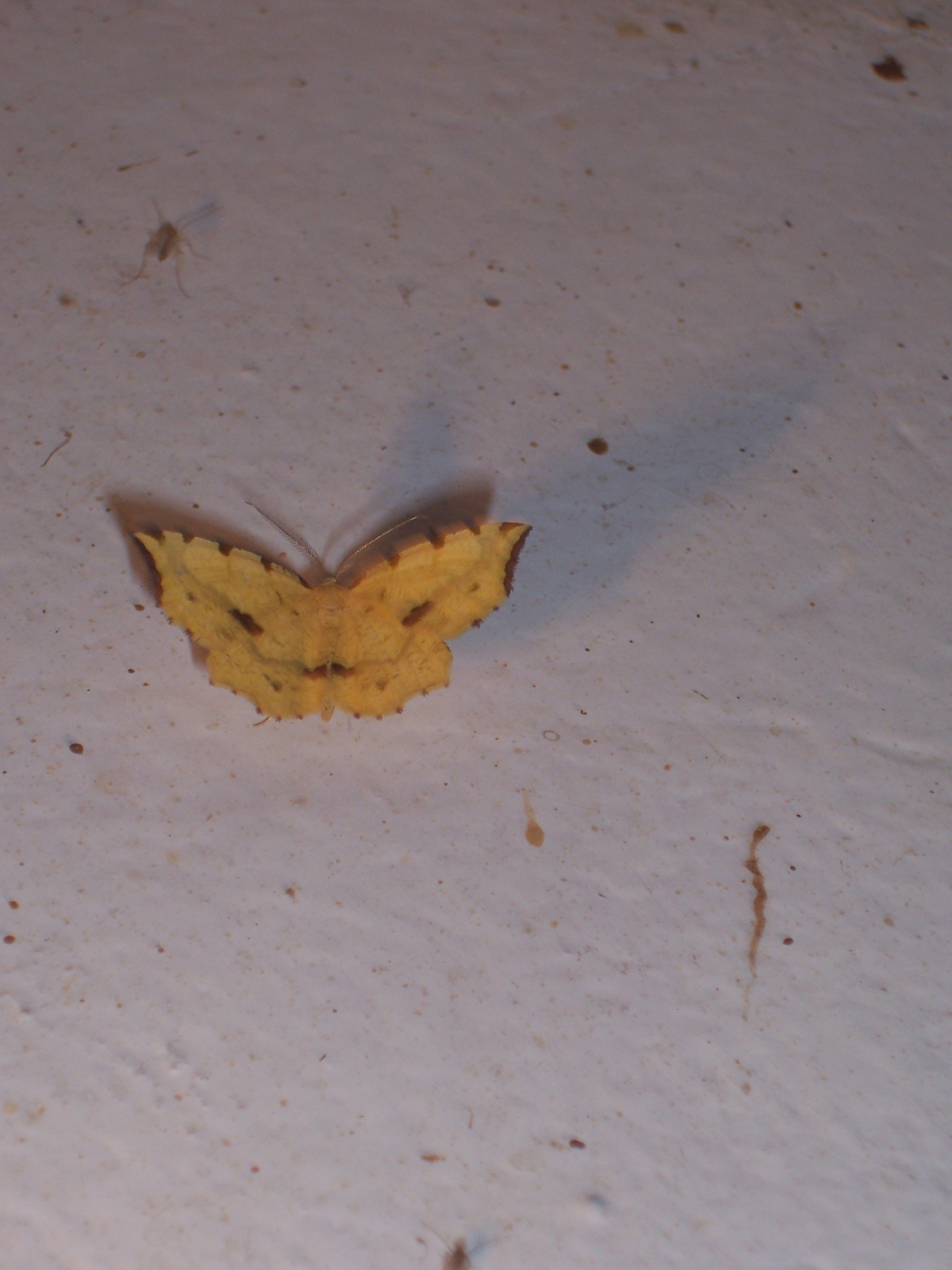